# Rosmonda d'Inghilterra
Rosmonda d'Inghilterra è un'opera in due atti di Gaetano Donizetti, su libretto di Felice Romani.
La trama è basata sulla leggenda inglese di Rosamund Clifford, amante di Enrico II.

## Prime rappresentazioni e fortuna dell'opera
Originariamente, Romani aveva scritto il libretto per l'opera Rosmunda (1829) del compositore Carlo Coccia, poi lo adattò per Donizetti, abbreviando l'introduzione, dilatando il ruolo di Arturo e rimaneggiando un terzetto.
Dopo la prima fiorentina del 1834, l'opera venne ripresa solo a Livorno nel 1845 e poi completamente dimenticata. Donizetti ne scrisse una nuova versione dal titolo Eleonora di Gujenna, che fu rappresentata per la prima volta a Napoli nel 1837. Rosmonda fu nuovamente eseguita in forma di concerto solo nel 1975 nella Queen Elizabeth Hall a Londra, con il soprano australiano Yvonne Kenny nel ruolo della protagonista. Nel 1996 fu incisa per l'etichetta Opera Rara, con il celebre soprano Renée Fleming nel ruolo di Rosmonda. L'opera ha avuto la prima nel 2016 all'Opera di Firenze in forma di concerto con Jessica Pratt, Eva Mei e Nicola Ulivieri e per il Festival Donizetti al Teatro Donizetti di Bergamo in forma scenica con lo stesso cast, trasmessa da Classica HD, grazie a una collaborazione tra le due istituzioni musicali.
L'unico pezzo rimasto in repertorio dell'opera è l'aria della protagonista "Perché non ho del vento", diventata in alcune produzioni un'aria alternativa a "Regnava nel silenzio" della più nota Lucia di Lammermoor.

## Cast della prima assoluta
| Personaggio         | Interprete                 |
| ------------------- | -------------------------- |
| Rosmonda Clifford   | Fanny Tacchinardi Persiani |
| Eleonora di Gujenna | Anna Del Sere              |
| Enrico II           | Gilbert-Louis Duprez       |
| Arturo              | Giuseppina Merola          |
| Clifford            | Carlo Ottolini Porto       |

## Trama
La regina Leonora è conscia del tradimento del marito, Enrico II d'Inghilterra, ed è intenzionata a scoprire la rivale. L'amante è la bella Rosmonda, figlia del consigliere del re, Clifford, ignara che il suo amante sia il re d'Inghilterra. Enrico la tiene nascosta dalla corte per timore della vendetta di Leonora, ma la regina riuscirà comunque a scoprire il castello, con la complicità del paggio Arturo, invaghito segretamente di Rosmonda. Clifford, intanto, è deciso a far redimere il re e la sua amante, ma quando scopre che l'amante non è altri che la figlia, le rivela l'identità di Enrico e il suo matrimonio con Leonora. Enrico afferma di poterlo sciogliere, scatenando le ire di Leonora, che medita vendetta. Rosmonda allora decide di fuggire dall'Inghilterra, temendo di poter essere una causa di contrasto tra i regnanti, e decide di partire con Arturo. Ma non riesce a fuggire perché viene accoltellata nel giardino dalla gelosa regina, tra il dolore di tutti quanti.

## Struttura musicale
- Sinfonia

### Atto 1
- 1 Introduzione Non udiste? Un suon di tube - Dove t'inoltri? (Coro, Arturo, Leonora)
- 2 Cavatina Dopo i lauri di vittoria (Enrico, Coro)
- 3 Duetto Tu non conosci il merto (Enrico, Clifford)
- 4 Scena e Cavatina Volgon tre lune... - Perché non ho del vento (Rosmonda, Arturo)
- 5 Duetto Era, ahi lasso!, ehi l'era in pria (Clifford, Rosmonda)
- 6 Finale primo È desso... - È dessa, alfin la perfida (Enrico, Rosmonda, Clifford, Leonora, Arturo, Coro)

### Atto 2
- 7 Coro Udimmo, o Re
- 8 Duetto Mi splendeva un serto in fronte (Leonora, Enrico)
- 9 Aria Io non ti posso offrir (Arturo)
- 10 Aria Io fuggirò quel perfido (Rosmonda, Clifford, Arturo)
- 11 Duetto Giurasti un dì, rammentalo (Enrico, Rosmonda)
- 12 Coro Ecco gli antichi platani
- 13 Finale secondo Primiera io giungo - Tu morrai, tu m'hai costretta (Rosmonda, Leonora, Coro, Enrico, Clifford, Arturo)

## Discografia
| Anno | Cast (Rosmonda, Leonora, Enrico II, Arturo, Clifford)                            | Direttore, Orchestra e Coro | Etichetta                                     |
| ---- | -------------------------------------------------------------------------------- | --- | --------------------------------------------- |
| 1975 | Yvonne Kenny, Ludmilla Andrew, Richard Greager, Enid Hartle, Christian duPlessis | Alun Francis, Ulster Orchestra e Coro del Northern Ireland Opera Trust (Registrazione di una rappresentazione per Opera Rara al Festival della Queen's University, Belfast, 22 novembre) | LP: Unique Opera Records Corporation UORC 274 |
| 1994 | Renée Fleming, Nelly Miricioiu, Bruce Ford, Diana Montague, Alastair Miles       | David Parry, Philharmonia Orchestra e Geoffrey Mitchell Choir | CD: Opera Rara ORC 13                         |
| 2016 | Jessica Pratt, Eva Mei, Dario Schmunck, Raffaella Lupinacci, Nicola Ulivieri     | Sebastiano Rolli Orchestra e Coro del Donizetti Opera Festival | CD, DVD e Blu-ray Dynamic                     |